# Режисер монтажу
Режисер монтажу — фахівець, який монтує відзняті матеріали фільму або телепрограми у цілісну картину з відеофрагментів, за допомогою монтажних інструментів, передаючи ідею та задум, який написав сценарист і зняв режисер. Він монтує фінальну картинку фільму чи телепрограми й допомагає зрозуміло та цікаво донести до глядача історію, прибираючи все зайве.